# Accampamento

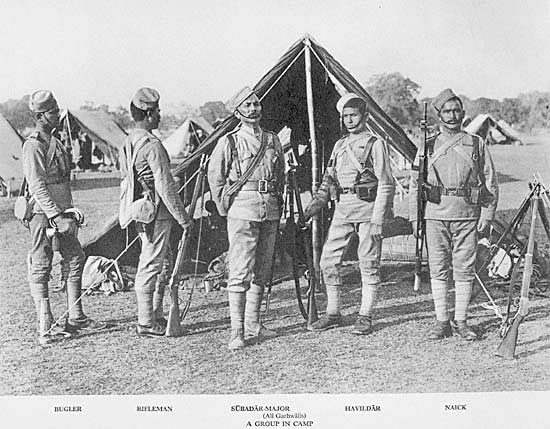
Truppe in un accampamento, 39^{o} Fanteria del Bengala

Con il termine accampamento (in latino castra) si definisce un insediamento provvisorio. Il termine nasce per identificare gli alloggiamenti dei popoli nomadi, per differenziarli da quelli stabili: definiti villaggi.
Al giorno d'oggi il termine accampamento è perlopiù usato come sinonimo di "accampamento militare" per definire un alloggiamento di truppe. Viene usato anche per identificare insediamenti di gruppi di persone in zone di campagna, o quantomeno isolate, sotto tende o in baracche, con carattere provvisorio. Per estensione, con il termine "accampamento", si intende qualsiasi alloggiamento sotto tenda di gruppi di persone: un accampamento di esploratori, di zingari, di scout.
Nel linguaggio militare, l'accampamento (alloggiamento sotto tenda), va distinto dall'accantonamento (in edifici appositi, come prefabbricati o case di privati cittadini) e dal bivacco (accampamento all'aria aperta).
Inoltre può indicare l'insieme del materiale per la preparazione dell'accampamento (marmitte, gavette, tende, coperte, tavoli da campo, attrezzi, ecc.) in dotazione ai reparti stessi.

## Storia
L'accampamento ha avuto, nel corso della storia militare, un ruolo fondamentale che poteva decidere spesso le sorti di una battaglia. Un buon accampamento, fortificato e costruito nell'ambiente adatto poteva risultare decisivo. La cultura dell'accampamento militare, inteso come tattica di guerra predefinita, è nata con gli eserciti dell'antica Grecia.

### Grecia
Nell'antica Grecia la struttura e la disposizione degli accampamenti (stratópedon, stratopedéia, parembolé) non seguiva particolari norme logistiche come per i romani. Di solito i militari utilizzavano una posizione riparata naturalmente e la circondavano con una palizzata. Il luogo scelto poteva essere un anfratto, una valle ai piedi di una collina o la scarpata di fiume e solo raramente veniva difeso da una recinzione di fosse.
Il bivacco veniva agevolato in particolare da tende coperte di pelli. La tenda più importante era quella del comandante (stratego) ed era posta, per questo, al centro dell'accampamento in uno spiazzo verso cui convergevano i sentieri. Nell'accampamento poteva essere messo in piedi anche un piccolo agorà o mercato per facilitare l'approvvigionamento dei militari ed un'armeria, dove venivano conservate le armi.

### Roma

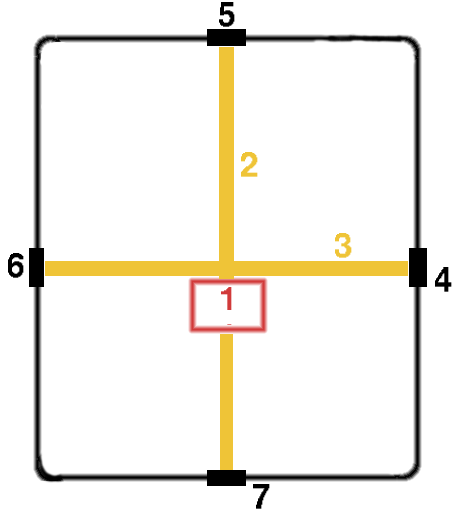
Schema di un accampamento romano

Nell'antica Roma la cultura dell'accampamento (castra) era considerata fondamentale tra gli ambienti militari.
L'accampamento militare veniva progettato per ospitare e proteggere i soldati e le loro attrezzature e forniture quando non erano in corso combattimenti o quando non erano in marcia per raggiungere l'obiettivo. Durante la marcia un'intera colonna era addetta al trasporto delle attrezzature necessarie per costruire il campo tramite l'utilizzo di carri o con il trasporto a mano. Gli accampamenti erano quadrangolari e gli assi principali erano il cardo e il Decumano che si incrociavano perpendicolarmente nel centro della città(foro). le strade cittadine secondarie erano parallele al cardo e al decumano massimi e formavano un reticolato a scacchiera.
La responsabilità della costruzione dei campi era delle unità ingegneristiche a cui appartenevano specialisti di molte tipologie, comandati dagli architetti, "ingegneri capo", che utilizzavano per il lavoro manuale parte dei soldati a richiesta ed erano in grado di mettere su un campo sotto attacco nemico in appena un paio d'ore. Il repertorio delle tipologie dei campi si divideva a seconda della durata dello stesso in giorni: tertia castra (un campo di tre giorni), quarta castra (un campo di quattro giorni), e così via.
I campi permanenti venivano definiti castra stativa, quelli che duravano di meno castra aestiva o aestivalia nei quali i soldati venivano alloggiati sub pellibus o sub tentoriis, ossia nelle tende, e venivano messi in piedi per lo più durante la stagione estiva. Durante l'inverno, i soldati si ritiravano nelle castra hiberna, ossia campi costruiti con materiali più solidi, spesso con vere e proprie caserme, edifici pubblici e muri in pietra. Le descrizioni pervenuteci dagli storici dell'epoca, come quelle di Polibio e di Igino, sono molto accurate e precise. La forma tracciata sul terreno era quadrata o rettangolare. L'accampamento veniva circondato da un fossato (fossa) e da un rilievo di terra (vallum) transennata poi da una palizzata.
Gli ingressi erano 4: la praetoria (5), rivolta verso l'esercito nemico, la decumana (7), dal lato opposto, utilizzata come via di fuga, la dextra (4) e la sinistra (6). Erano collegate da due grandi strade, la via praetoria (3) e la via principalis (2), che si intersecavano al centro. Nei pressi di questo incrocio si alzava la tenda del comandante, praetorium (1), con accanto il mercato (forum) e la tesoreria (quaestorium).
Dinanzi alla tenda del comandante venivano accampate le truppe ausiliarie mentre ai lati del praetorium alloggiavano le truppe scelte e gli ufficiali. Dietro di essi vi erano quindi le legioni il cui accampamento era diviso, perpendicolarmente alla via principalis, da cinque vie. Per le esercitazioni veniva predisposto un'apposita area libera. Come difesa per le tende veniva costruito un muro fortificato e, al di fuori dell'accampamento, dei posti di osservazione, stationes.
Con i castra stativa il campo diventava una vera e propria cittadina con il suo mercato, le sue strade, i suoi luoghi religiosi, gli altari, e luoghi di adunata. Le fortificazioni erano massicce e realizzate con una gran perizia. Anche i ruoli erano ben definiti e ad ogni militare toccava una mansione precisa. Questi campi permanenti o semi-permanenti venivano costruiti di solito lungo le frontiere delle province e attorno ad essi si sviluppavano veri e propri villaggi o città abitate da famiglie e gruppi che intendevano essere protetti o che volevano sfruttare i traffici commerciali. Anche gli stessi legionari spesso vi si trasferivano con tutta la famiglia. Molti di questi tipi di accampamento hanno poi originato vere e proprie città come Coblenza, Strasburgo, Magonza, le città fondate dai romani nell'Africa settentrionale, le città inglesi il cui nome termina in -cester o -chester (castrum) e così via.
Tra le tipologie di campi spiccava anche il castra navalia, costruito su una spiaggia o su una costa dopo uno sbarco. Anche in questi casi si costruivano massicce fortificazioni e caserme in muratura. Tra questi si ricordano i castra navalia costruiti sul Viminale, a Miseno e a Ravenna.
Nella storia romana, il campo ha assunto un ruolo decisivo perché permetteva agli eserciti di riposarsi e di utilizzare rifornimenti in maniera sicura anche sullo stesso campo di battaglia. Né i Celti né i Germani avevano questa capacità. I loro eserciti utilizzavano gli accampamenti solo per pochi giorni e la loro struttura aperta facilitava gli attacchi a sorpresa dei nemici.

### Medioevo ed epoca contemporanea

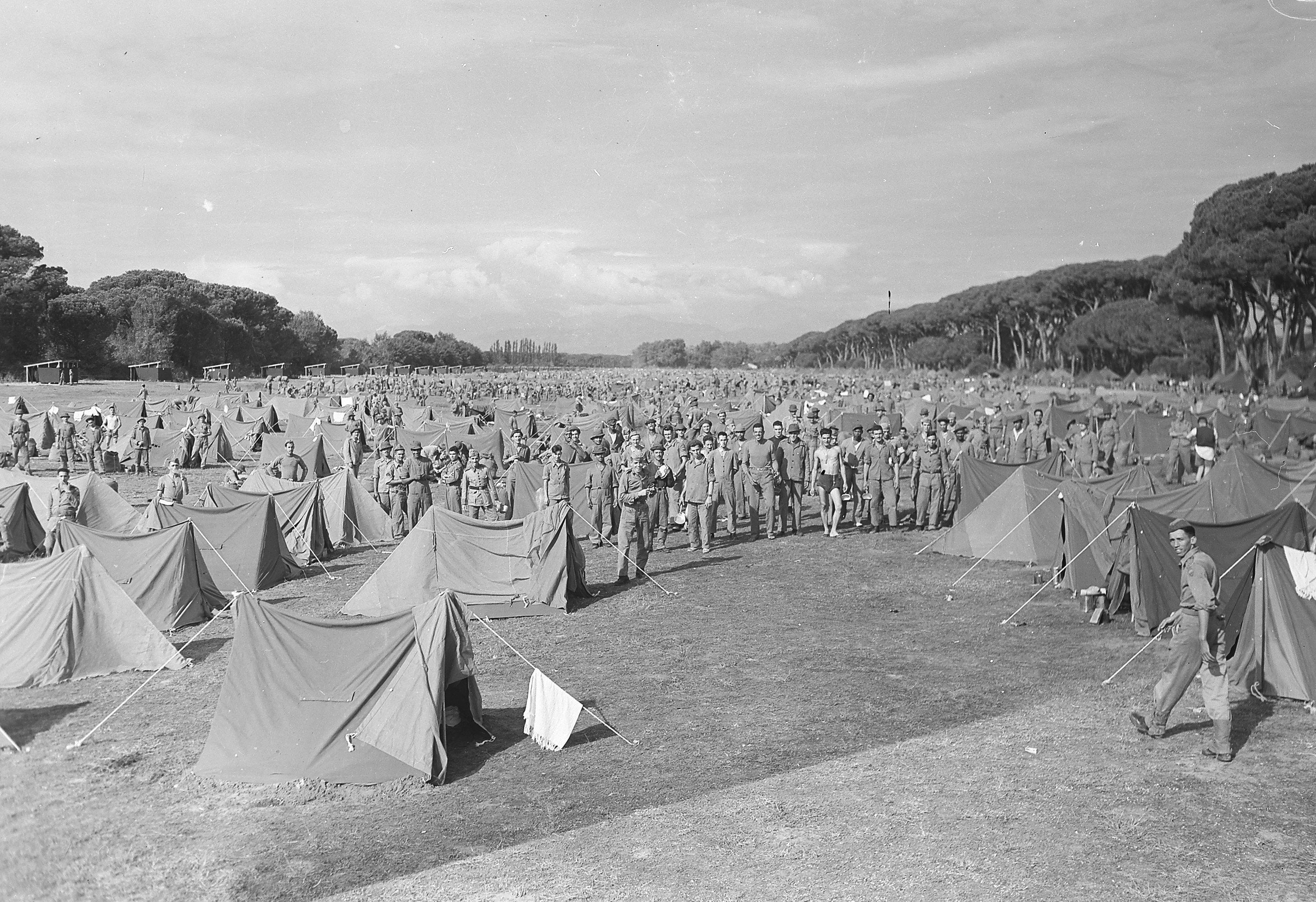
Accampamento della Forza di spedizione brasiliana in Italia nel 1945

Con la caduta dell'Impero romano (476 d.C.), decadde anche la castrametazione, come decaddero le rigide regole della disciplina e dell'addestramento. Gli eserciti mercenari preferivano disperdersi nei centri abitati e mescolarsi alla popolazione.
Durante il Medioevo si cominciò a ricorrere principalmente a due tipologie di campi: uno leggero, in cui i militari alloggiavano in tende, la maggior parte delle volte piccole, che permettevano il bivacco minimo, e si difendevano tramite posti di guardia, e uno fortificato, che mostrava un carattere più permanente disponendo anche di costruzioni in muratura e maggiori scudi difensivi. I responsabili per la costruzione degli accampamenti divennero i forieri di alloggiamento, veri e propri ufficiali il cui corpo precedeva le truppe. 
Intorno alla metà del XIV secolo, soprattutto nelle operazioni di assedio, le fonti menzionano frequentemente l’uso, da parte degli attaccanti, di accampamenti fortificati denominati bastite.
Il vocabolo, di origine francese, appare in uso già nel Duecento. È quindi probabile che le bastite non dovessero essere molto differenti da altre fortificazioni in legno e terra che, dall’età comunale, troviamo impiegate in assedi e combattimenti; campi fortificati, dotati di fossati, terrapieni e steccati, vennero realizzati fin dal XII secolo; e, nel corso del Duecento, tali strutture saranno adottate da tutti gli eserciti dei comuni dell’Italia settentrionale. Abbiamo notizia di accampamenti fortificati realizzati durante operazioni d’assedio, che non solo proteggevano l’attaccante, ma anche rafforzavano il blocco statico intorno al luogo assediato. Ma i accampamenti fortificati venivano allestiti anche in aperta campagna, per proteggere eserciti in sosta, in modo che le truppe potessero sentirsi sicure come dentro le mura di una città.
Le bastite si presentano dunque come apparati complessi, anche se provvisori; venivano erette in breve tempo, con materiale reperito in loco, ed erano destinate ad un uso temporaneo, legato per lo più alla conduzione di una campagna bellica.
I cronisti non ci forniscono una descrizione puntuale di tali fortificazioni, tuttavia è possibile trarre dalle loro opere alcuni dati che contribuiscono a dare un’idea della loro fisionomia. Generalmente, soprattutto se erano allestite in pianura, esse erano dotate di fossati.
Le bastite quindi vanno interpretate come l’anello di collegamento tra gli accampamenti fortificati di età comunale e il campo militare italiano che si svilupperà, e sarà descritto dai trattatisti militari rinascimentali, soprattutto dal 1440 in poi.
Durante l'era moderna il sistema non è cambiato molto e le truppe tendono sempre più a viaggiare in unità separate e a fruire dunque di accampamenti sempre più piccoli costruiti in posizione sempre più mirate e strategiche, anche per sfuggire alla vista dei nemici.
Per i campi permanenti, invece, si ricorre sempre di più agli accantonamenti, ossia ad accampamenti fortificati all'interno di cittadine preesistenti o all'alloggio delle truppe nelle strutture comunali stesse di un villaggio o di una città.
La sicurezza degli accampamenti moderni è ricercata nel mescolarsi con l'ambiente circostante e nella distribuzione di una rete postazioni di guardia. Con gli eserciti nazionali ricomparvero accampamenti in cui le truppe venivano sistemate in tende allineate, quindi riunite per specialità come: picchieri, moschettieri, cavalleria.
Gli eserciti francesi della Rivoluzione abolirono l'accampamento, forse ritenendo che esso frenasse l'impeto e l'entusiasmo delle truppe. Ben presto, nell'esercito napoleonico, l'accampamento ritornò in uso nell'aspetto e nell'organizzazione dei precedenti periodi.
Al termine della prima guerra mondiale si ebbe un decisivo cambiamento nella struttura e nell'organizzazione degli accampamenti in conseguenza dell'aumentata capacità offensiva dell'aviazione e degli armamenti terrestri. Gli accampamenti si decentrarono, i materiali, i mezzi, i carriaggi e le sussistenze si mimetizzarono e si mascherarono.